# 비주얼다이브
《비주얼다이브》는 대한민국의 뉴미디어 언론사다. 사회 전반의 다양한 뉴스와 정보들을 ‘읽는 재미에 보는 재미까지 더한 비주얼 뉴스’ 라는 컨셉으로 시각화 된 콘텐츠를 생산하고, 이를 소비하거나 공유할 수 있는 디지털 뉴미디어이다. 주로 인포그래픽과 카드뉴스를 전문적으로 생산한다. 본사는 서울특별시 금천구 디지털로 9길에 위치하고 있다.